# Tribunal Laboral de Navarra
Tribunal Laboral de Navarra (TLN), es una Fundación que constituye un órgano de arbitraje extra y pre judicial de carácter laboral instaurado el 4 de noviembre de 1996. Sus resoluciones son de obligado cumplimiento para las partes.
Su germen hay que buscarlo en el Acuerdo Intersectorial de Navarra sobre Relaciones Laborales suscrito en 1995 por UGT, CCOO y Confederación de Empresarios de Navarra. Los sindicatos nacionalistas ELA y LAB estuvieron presentes en las negociaciones, pero no lo firmaron.
La Fundación del Tribunal Laboral está regida por un patronato cuya junta está integrada por 10 personas (5 designadas por la CEN, 3 por UGT y 2 por CCOO). El Tribunal Laboral está integrado por 10 vocales titulares y otros tantos suplentes y cuenta además con un secretario general. Existe además un colegio de árbitros integrado por 30 personas de reconocido prestigio y expedientes en el campo de las relaciones laborales.
El TLN abarca toda Navarra y actúa en conflictos laborales colectivos o individuales en que las partes en litigio voluntariamente se sometan a él.
El primer Presidente del Tribunal Laboral de Navarra fue Juan José Lizarbe, en nombre y representación de UGT de Navarra. Desempeñó su cargó entre noviembre de 1996 y diciembre de 1997.
En los diez años de funcionamiento se han tramitado 21.847 expedientes atendidos.
- Datos: Q6152354